# Jonne Aaron Liimatainen
Jonne Aaron Liimatainen (ur. 30 sierpnia 1983 w Tampere) – fiński muzyk, autor tekstów, założyciel, lider oraz wokalista glamrockowego zespołu Negative.
Jego bracia Ville i Tommi również są muzykami.

## Dyskografia
Albumy
| Onnen Vuodet                | - Data: 26 kwietnia 2013 - Wydawca: Warner Music Finland     | 1 | - FIN: 17 615+ | - FIN: złota płyta |
| Risteyksessä                | - Data: 31 października 2014 - Wydawca: Warner Music Finland | 4 |                |                    |
| „–” album nie był notowany. |                                                              |   |                |                    |

Single
| „Kylmä ilman sua”                        | 2012 | 8  | Vain Elämää (kompilacja) |
| „Satulinna”                              | 2012 | 20 | Vain Elämää (kompilacja) |
| Cheek feat. Jonne Aaron – „Anna mä meen” | 2012 | 1  | Sokka Irti               |
| „Vain Elämää”                            | 2012 | –  | –                        |
| „Taivas Itkee Hiljaa”                    | 2013 | –  | Onnen Vuodet             |
| „Ihanaa Elämää”                          | 2013 | –  | Onnen Vuodet             |
| „Yksin”                                  | 2014 | –  | Risteyksessä             |
| „–” singel nie był notowany.             |      |    |                          |

## Filmografia
- Rock-Suomi (2010, film dokumentalny)[12]